# Medinilla mearnsii
Medinilla mearnsii är en tvåhjärtbladig växtart som beskrevs av Elmer Drew Merrill. Medinilla mearnsii ingår i släktet Medinilla och familjen Melastomataceae. Inga underarter finns listade i Catalogue of Life.